# مصنع الشفاء للأدوية

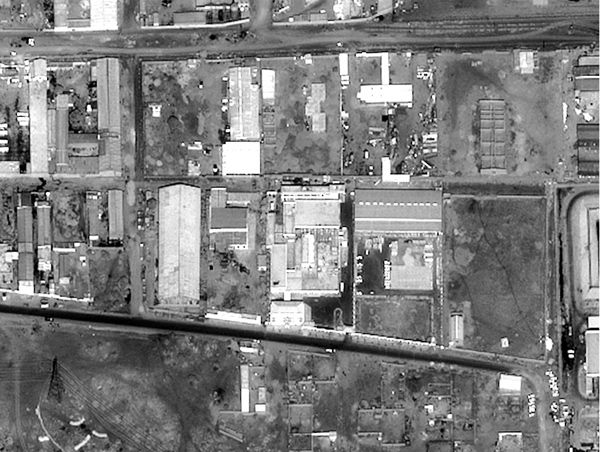
صورة لمصنع الشفاء للأدوية التقطت بواسطة قمر صناعي أمريكي عام 1998

شيد مصنع الشفاء للأدوية في الخرطوم بحري، السودان، بين عامي 1992 و 1996، المكونات مستوردة من الولايات المتحدة والسويد وإيطاليا وسويسرا وألمانيا والهند وتايلاند. افتتح رسميا يوم 12 يوليو، 1997.
كان المجمع الصناعي يتألف من أربعة مبان، وكان أكبر مصنع للأدوية في الخرطوم ويعمل به أكثر من 300 عامل، وينتج الدواء على حد سواء للاستخدام البشري والبيطري. وقد تم تدمير المصنع في عام 1998 في الهجوم الصاروخي الذي أطلقته حكومة الولايات المتحدة برئاسة بيل كلينتون، مما أسفر عن مقتل موظف واحد وإصابة أحد عشر، وبينما يقدر النقاد بأن ضحايا الهجوم بلغ عشرات الآلاف من المدنيين السودانيين الذين ماتوا في جميع أنحاء السودان حيث تم قطع إمدادات الأدوية اللازمة حيث كان يعتبر أكبر منتج للأدوية في السودان كما هنا لجأت الولايات المتحدة الأمريكية إلى استخدام الأداة العسكرية إلى الأسلوب المباشر. حيث قامت إدارة كلينتون بتوجيه ضربات صاروخية جوية إلى مواقع السودان فدمرت «مصنع الشفاء» للأدوية شمال السودان وذلك على الرغم من تقارير وشواهد عديدة بانه ينتج أدوية ومملوك للقطاع الخاص وكذلك إعلان الحكومة السودانية عن عدم صلتها بابن لادن الذي غادر السودان بل اتهمت الخرطوم واشنطن بدعم بن لادن ف مواجهة الاحتلال السوفيتي لأفغانستان.
ارجع كلينتون ذلك إلى اضطلاع السودان و بدور مهم في تفجير سفارتيها في كينيا وتنزانيا وبزعم مسؤولية النظام السوداني عن التنسيق مع تنظيم القاعدة بقياده أسامة بن لادن ف هذا التفجير وان المصنع مخصص لإنتاج أسلحة كيميائية والجدير بالذكر أن المصنع يزود نصف حاجات السودان من الأدوية وذكرت الحكومة الأمريكية عدة أسباب لهجومها.:
- انتقاما لعام 1998 تفجيرات سفارة الولايات المتحدة الأمريكية ضد سفارتي الولايات المتحدة في دار السلام بتنزانيا ونيروبي، كينيا.
- الاستخدام المزعوم للمصنع لتجهيز VX غاز الأعصاب.
- العلاقات المزعومة بين أصحاب المصنع والقاعدة.

كذب هذه التبريرات أصحاب المصنع والحكومة السودانية وحكومات أخرى. وقد أكدت الأدلة المزعومة التي أستخدمنها الولايات المتحدة لتبرير الهجوم في وقت لاحق أنها كاذبة.. وأكدت شركة " أكديما للأدوية أن مصنع الشفا كان يستخدم عبوات زجاجية لتعبئة أدوية الأطفال.. والصور المتداولة بعد قصف المصنع واضح بعنابر التعبئة والمخازن وجود بالتات زجاج من إنتاج الشركة العربية للزجاج الدوائي (عتاقة - السويس) وهي إحدى شركات " أكديما " - مصر

## التدمير
في 20 أغسطس عام 1998، تم تدمير المصنع في ضربات صواريخ كروز التي أطلقها الجيش الأمريكي زاعما أنها انتقاما لتفجيرات 7 أغسطس بشاحنة على سفاراته في دار السلام، تنزانيا، ونيروبي، كينيا (انظر 1998 تفجيرات السفارة الأمريكية). إدارة الرئيس بيل كلينتون بررت الهجمات، وأطلقت عليها اسم عملية الوصول المطلق، على اعتبار أن مصنع الشفاء متورط بتجهيز غاز الأعصاب VX القاتل، وكان لدى المالكين روابط مع جماعة تنظيم القاعدة وأسامة بن لادن، الذي كان يعتقد أنه وراء تفجيرات السفارة وعملية بوجينكا. ضربت القوات الأمريكية في 20 أغسطس أيضا معسكرات القاعدة في أفغانستان، حيث أبن لادن قد انتقل اليها في مايو 1996 بعد طرده من السودان.أثبتت السنوات اللاحقة كذب الإدارة الأمريكية بخصوص مصنع الأدوية وأن ليس هناك صلة بين المصنع وغاز الأعصاب، وإلى الآن ترفض الإدارة الأمريكية الاعتذار.

## وصلات خارجية
- U.S. missiles pound targets in Afghanistan, Sudan; Clinton: 'Our target was terror', CNN, August 21, 1998 لوكالة سي-أن-أن_الأمريكية